# Acelomati

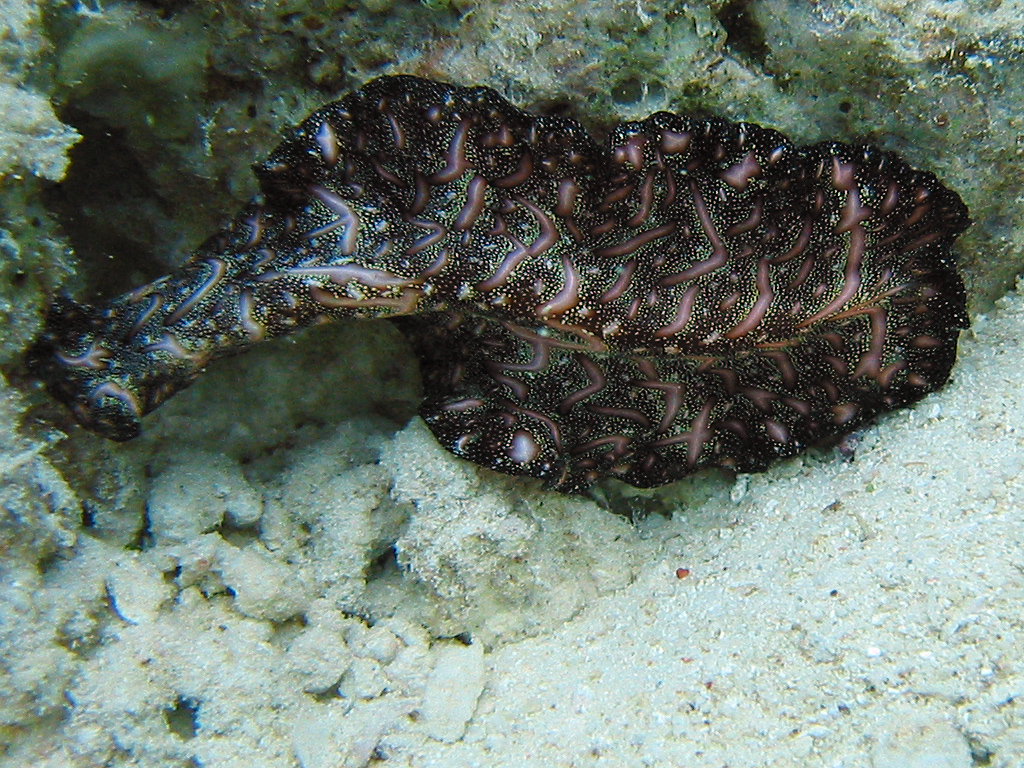
Esemplare di Pseudobiceros bedfordi immortalato a Fihalhohi, nelle Maldive

Gli acelomati sono organismi triblastici privi di celoma, cioè la cavità posta tra il tubo digerente e la parete del corpo. Questa divisione tassonomica presenta punti oscuri, divisioni controverse ed è considerata obsoleta.
Durante lo sviluppo embrionale, il mesoderma va ad occupare interamente il primitivo blastocele, formando un tessuto connettivo detto parenchima, nel quale si troveranno immersi, nell'adulto, gli apparati (nervoso, riproduttivo, protonefridiale, digerente) e i liquidi interstiziali. 
Questi liquidi, che occupano gli spazi fra le cellule, offrono un sostegno idrostatico e permettono la circolazione e gli scambi di sostanze nutritive, gas respiratori e scarti cellulari aiutati dai movimenti dell'animale. 
- Phylum Platyhelminthes (Platelminti o Vermi piatti): 
  - Turbellaria (Turbellari)
  - Monogenea (Monogenei)
  - Trematoda (Trematodi)
  - Cestoda (Cestodi o Cestoidei)
- Phylum Gnathostomulida (Gnatostomulidi)
- Phylum Nemertea o Rhynchocoela (Nemertini o Nemertei o Rincoceli)